# Mauricio Sotelo
Mauricio Sotelo (* 2. Oktober 1961 in Madrid) ist ein spanischer Komponist und Dirigent.

## Leben und Wirken
Sotelo begann bereits im Kindesalter autodidaktisch Gitarre zu spielen. Später erhielt er Unterricht in Violine, Klavier und Musiktheorie am Konservatorium in Madrid. Von 1980 bis 1987 studierte er Komposition sowie elektroakustische Musik und Orchesterdirigieren an der Hochschule für Musik und Darstellende Kunst in Wien. Seit Ende der 1980er Jahre werden seine Musikwerke aufgeführt, sowohl Opern wie auch Orchesterwerke und Kammermusik. Sotelos Kompositionen nehmen häufig auf literarische Werke Bezug, unter anderem auf Federico García Lorca und Giordano Bruno.
Seit 2010 ist Sotelo Professor für Komposition (Hauptfach) an der Escola Superior de Música de Catalunya in Barcelona (ESMUC).
Sotelo erhielt diverse Förderpreise, u. a. den Förderpreis der Stadt Wien (1991), den Opernpreis der Körber-Stiftung Hamburg (1996), den Kompositions-Preis «Reina Sofia» (2000) sowie den Spanischen Nationalpreis für Musik «Premio Nacional de Música» (2001). In den Jahren 2011–2012 und 2012–2013 war er Composer in residence und Fellow am Wissenschaftskolleg zu Berlin.